# Omer Thys
Omer Thys (* 10. Oktober 1913 in Lessines; † 9. Februar 1979 in Ath) war ein belgischer Radrennfahrer und nationaler Meister im Radsport.

## Sportliche Laufbahn
Von 1936 bis 1946 war er als Berufsfahrer aktiv. 1938 und 1939 wurde er nationaler Meister im Querfeldeinrennen (heutige Bezeichnung Cyclocross). 1939 wurde er beim Sieg von Charles Vaast Vierter im Critérium International de Cyclo-Cross, das als Vorläufer der späteren UCI-Weltmeisterschaften galt. 1939 gewann er drei Etappen der Tour du Nord, die er als Dritter hinter dem Sieger Jérôme Dufromont beendete.